# گرهارت ویلک
گرهارت ویلک (آلمانی: Gerhard Wilck؛ ‏ تلفظ آلمانی: [ˈɡeːɐ̯haʁt]؛ ‏ ۱۷ ژوئن ۱۸۹۸ – ۵ آوریل ۱۹۸۵) فرمانده دفاع از شهر آخن در جریان نبرد آخن در جنگ جهانی دوم بود.